# Валија (титула)
Валија (арап. ﻭﺍﻟﻲ) је арапска реч која значи господар, повереник или пријатељ.
У Османском царству, била је титула гувернера одређене покрајине која се називала вилајет. Султан је именовао валије који су (у почетку) директно њему одговарали. Сваки валија је владао својим вилајетом и имао је како световну тако и војну моћ.
Пре реформи Махмуда II валија се називао беглербег, а вилајет — беглербеглук.
У Мароку, валија је намјесник управног региона кога именује и разрјешава краљ Марока.

## Турска Република
У модерној Турској назив валије носи гувернер покрајине — вилајета.